# Mateo de Aranda
Mateo de Aranda, también como Matheo o Mateus, (Aranda de Duero, c. 1495 - ¿Coímbra?, 15 de febrero de 1548) fue un compositor, maestro de capilla y teórico musical español.

## Vida
Mateo de Aranda nació hacia 1495 en Aranda de Duero (actualmente provincia de Burgos), en la Corona de Castilla. Se desconoce cuál fue su primera formación musical, pero realizó su educación superior en la Universidad de Alcalá de Henares con Pedro Ciruelo en algún momento antes de 1524. Posteriormente viajaría a Italia para estudiar música práctica.
Posteriormente, en algún momento anterior a 1528, desarrollaría su actividad en Portugal. Fue maestro de capilla de la Catedral de Évora entre el 3 de abril de 1528 y el 26 de agosto de 1544, siendo el maestro más antiguo conocido de esa institución. En Évora, donde se encontraba la corte portuguesa durante largas temporadas, destacó por su capacidad pedagógica. Escribió y publicó en español dos importantes tratados musicales para ayudar a su enseñanza, que están consagrados en el Índice de la Biblioteca Musical del rey Juan IV de Portugal, a saber:
- Tractado de cãto llano nueuamente compuesto por Matheo de arãda maestro en musica. Dirigido al muy alto y illustrissimo señor don Afonso cardenal Infante de Portugal. Arçobispo de Lisboa. Obispo Devora Comendatario de Alcobaça. &c. Com previlegio real. Lisboa: Taller de Germão Galharde. 1533.[8][9]
- Aranda, Mateo de (1535). Tractado de canto mẽsurable: y contrapũncto: nueuamẽte cõpuesto por Matheo de arãda maestro ẽ musica. Dirigio al mui alto y illustrissimo señor dõ Afõso. Cardenal Infante de portugal. Arçobispo de Lisbõa. obispo Deuora. Comẽdatario d'Alcobaça. Lisboa: Taller de Germão Galharde.[8]

Dejó el cargo de maestro de capilla en 1544, porque en esa fecha fue nombrado profesor de la Universidad de Coímbra por nominación real con un alvará de nomeação, con un salario de 60 000 reales. Su cargo consistía en das clase dos horas al día, una de ellas de canto llano, y el último año, el cargo llevaba el nombre de lente de musica. Lo ocuparía hasta su muerte, pocos años después, el 15 de febrero de 1548. Durante su estancia en la Universidad, el resentimiento de los profesores portugueses hacia el extranjero dificultó su enseñanza. De hecho, su compatriota Juan Fernández afirmó seis meses después de su fallecimiento que la muerte de Aranda le sobrevino de «pura vejación».

## Obra

### Tratados musicales
- Tractado de Cãto Llano (1533): de Mateus de Aranda, edición facsímil, con introducción y notas de José Augusto Alegria, Lisboa, Instituto de Alta Cultura, 1962.
- Tractado de Canto Mesurable: de Mateus de Aranda, edición facsímil, introducción y notas de José Augusto Alegria, Lisboa, Fundación Calouste Gulbenkian, 1978.

### Composiciones Musicales
Pocas obras musicales sobreviven y se atribuyen a Mateo de Aranda:
- El conjunto Adjuva nos Deus a 4 voces (P-EVp CLI/1– 9d)
- Dos Fragmentos de Misa: Et incarnatus est y Et vitam .